# Hartmut Renk

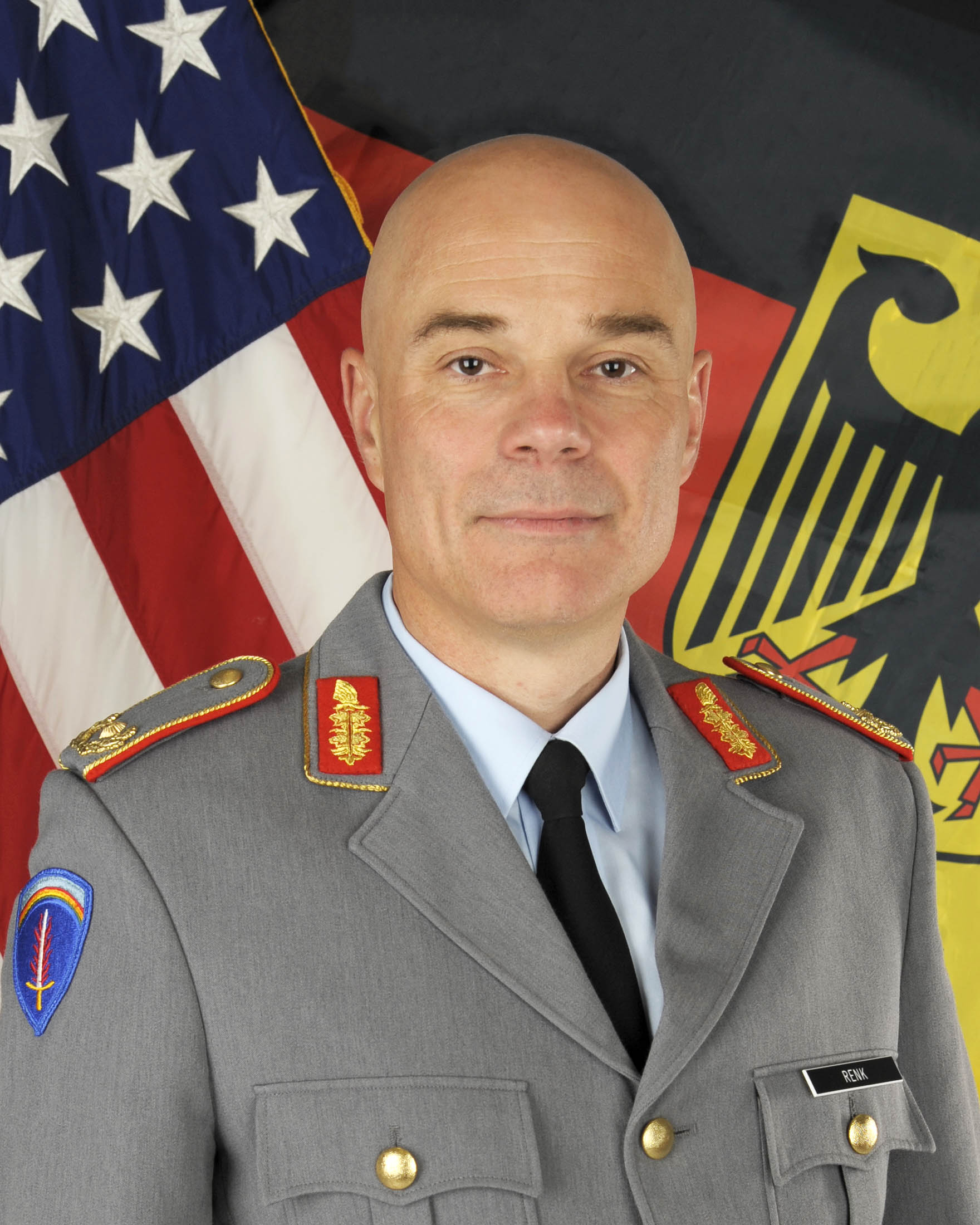
Hartmut Renk als Brigadegeneral (2018)

Hartmut Harro Renk (* 1962 in Hamburg) ist ein Generalmajor des Heeres der Bundeswehr und war von Sommer 2024 bis Mai 2025 stellvertretender Kommandeur des Hauptquartiers NATO Security Assistance and Training for Ukraine (NSATU) in Wiesbaden.

## Militärische Laufbahn
Hartmut Renk trat nach dem Abitur 1982 in Hamburg beim Panzerlehrbataillon 94 in Munster in die Bundeswehr ein und wurde nach der Grundausbildung als Schütze und Panzerkommandant eingesetzt. Von 1985 bis 1989 studierte er an der Hochschule der Bundeswehr München. Danach wurde er als Zugführer nach Landshut zum Panzerbataillon 244 versetzt und 1992 schließlich Kompaniechef beim Panzerbataillon 203 in Hemer. 1995 bis 1997 war er Adjutant des Chef des Stabes im Supreme Headquarters Allied Powers Europe der NATO in Mons, Belgien.
Von 1997 bis 1999 absolvierte Renk den 40. Generalstabslehrgang Heer an der Führungsakademie der Bundeswehr in Hamburg, wo er zum Offizier im Generalstabsdienst ausgebildet wurde, und war danach im Heeresführungskommando in Koblenz als Stabsoffizier für die Planung von Übungen eingesetzt. 2000 wurde er nach Weißenfels versetzt und versah den Dienst als Chef des Stabes in der Panzergrenadierbrigade 38. Während dieser Zeit nahm er auch im Kosovo am KFOR-Einsatz teil. 2002 übernahm er das Panzerbataillon 33 in Neustadt als Bataillonskommandeur.
Es folgten Stabsverwendungen im Bundesministerium der Verteidigung in Bonn und Berlin, unter anderem als Adjutant des Generalinspekteurs (2008–2010), als Referatsleiter in der Abteilung Strategie und Einsatz (2010–2012) und als Büroleiter beim Staatssekretär (2012–2014). Von 2014 bis September 2018 war Renk als stellvertretender Kommandeur des Ausbildungskommandos in Leipzig eingesetzt.
Im Dezember 2015 wurde er gleichzeitig Kommandeur des Train, Advise and Assist Command North (TAAC North) der Resolute Support Mission der NATO in Afghanistan als Nachfolger von Andreas Hannemann. Am 10. November 2016 übergab er dieses Kommando an Brigadegeneral André Bodemann.
Im September 2018 wurde Renk Nachfolger von Brigadegeneral Kai Rohrschneider als Chef des Stabes der US-Army Europe. Er war der dritte Deutsche, der diesen Dienstposten innehatte. Diesen Dienstposten übergab er zum 1. April 2020, um mit selben Datum wiederum Generalmajor Kai Rohrschneider als Chef des Stabes Multinationales Kommando Operative Führung in Ulm abzulösen. Im November wurde er in das Hauptquartier der United States Army Europe and Africa nach Wiesbaden versetzt, wo er im Januar 2023 die Aufgaben des Deputy Commanding General for Integration der United States Army Europe and Africa übernahm.
Im Juli 2024 wurde Renk stellvertretender Kommandeur des NATO-Ukraine-Kommandos in Wiesbaden. Bundesverteidigungsminister Boris Pistorius zog ihn im Mai 2025 von seinem Posten als stellvertretender Kommandeur des NATO-Ukraine-Kommandos ab, nachdem dieser in einer Teamsitzung den Satz „If rape is inevitable, relax and enjoy“ („Wenn Vergewaltigung unausweichlich ist, genieße es und entspanne dich“) geäußert hatte. Renk beteuerte, dieser Satz sei ironisch gemeint gewesen und es habe sich lediglich um eine Redewendung gehandelt, mit der er das Team motivieren wollte. Ein Disziplinarverfahren wurde eingeleitet und seine geplante Beförderung zum Generalleutnant als Chef des Stabes im Allied Command Transformation wurde ausgesetzt. Laut Medienberichten soll Renk im Herbst 2025 in den einstweiligen Ruhestand (§ 50 Soldatengesetz) versetzt werden.

## Privates
Renk ist verheiratet und Vater mehrerer Kinder.